# 李愬
李（773年—821年）。唐臨潭人。字元直。鳳翔節度使李晟之子，有謀略，善騎射，曾經平定淮西留後吳元濟之亂，史稱「雪夜下蔡州」。封涼國公、鳳翔節度使。

## 早年
因家族背景當協律郎、累遷衛尉少卿。從小慈孝過人，父親李晟死後，在兄弟十五人中，唯他與兄長李憲堅持為父居廬守墓三年，被皇帝勸回，隔天又跑回去守墓。後被授太子右庶子，坊、晉二州刺史，金紫光祿大夫，詹事。

## 雪夜下蔡州
唐代中期，藩鎮割據，在各個藩鎮中，以淮西節度使吳少陽之子吳元濟勢力最大。元和九年（814年）吳少陽死，其子吳元濟擁兵自立，唐憲宗曾屢次發兵攻打都無功而回。眾大臣中只有裴度堅持要擊敗吳元濟，結果，憲宗拜他為宰相，負責赴前線督戰。元和十二年（817年），朝廷封西平郡王李晟之子李愬為唐隨鄧三州節度使、左散騎中常侍，令他到唐州為平亂作準備。同時，裴度又上表說宦官監軍影響將士發揮，憲宗准其所奏，下令撤除監軍中使。
由於長年用兵，唐州（今河南泌陽）將士士氣低沉，李愬上任後，親自慰問將士，安撫傷兵，以穩軍心。同時又故意向淮西示弱，在蔡州的敵軍吳元濟誤信李愬無能，對他不加防範。同時又大膽優待降將，先後任用俘獲驍將丁士良、吳秀琳等人。李愬問計於吳秀琳。吳秀琳以為欲攻取蔡州，非李祐不可。李愬設計生擒李祐，免其一死，委任為六院兵馬使。李祐被李愬所感動，盡心設法為襲取蔡州出謀劃策。李愬训练了三千敢死队，为突袭做准备。李愬废除了过去唐军“抓住间谍则处死间谍全家”的法令，优待抓住的间谍，得到了更多敌人内部的情报，确认了淮西主力不在蔡州，而在洄曲（今河南商水西南）。
同年九月，李愬見時機成熟，把奇襲守衛空虛的蔡州的计划密呈宰相裴度。裴度十分赞赏，同意出兵。十月初十，風雪交加，李愬以三千人为前驱，三千为中军，三千人为后军，秘密進兵蔡州。為了保護機密，李愬只下令向東行六十里，攻占了据蔡州70里的張柴村。稍事休整，他下令冒雪奇袭蔡州。手下众将都变了脸色，监军胆小，大哭说：“我们果然中了李祐的奸计了。”此时天寒，“旌旗为之破裂，人马冻死者相望于道。”人人自以为必死无疑。礙於軍令，众将只得率部向东南方向的蔡州急进，唐军强行军35公里，终于抵达蔡州。近城处有鸡鸭池，李愬命令士卒击鸡鸭以掩盖行军声。自從吳少陽抗拒朝命，朝廷的軍隊已有三十年沒來過蔡州，又因為風雪大作，蔡州守軍毫無戒備。
來到蔡州城外，李愬等將身先士卒，掘土為炊（“炊”当为“坎”之误。《资治通鉴·唐纪·唐纪五十六》：钁其城为坎以先登。）登上外城，殺死正在熟睡的守衛，只留下巡夜者讓他們如常打更，免得驚動在內城的守軍。吳元濟开始根本不信唐军已经入城，以为只是囚徒和士兵闹事，后来才发现大事不好，率左右登牙城抵抗，同時又派人前住洄曲求救。李愬入城後厚撫洄曲守將董重質的家屬，並遣其子前去招降。并加强攻打牙城。吳元濟在当地不得人心，百姓都帮唐军运送柴火烧城门。十月十二日城破，吳元濟投降。申光二州二萬餘人亦同時歸降。淮西平定了，各藩鎮亦相繼上表歸順，唐朝恢復統一，出現過短暫的元和中兴局面。李祐以功授神武將軍。董重質雖降，憲宗欲誅之。李愬之前承諾重質不死，於是竭力疏救，最後董重質被貶為春州司戶。
唐憲宗特命韓愈撰寫一篇《平淮西奉敕撰》，歌頌這次大捷，首推裴度之功；並在蔡州汝南城北門外刻石立碑。由於碑文甚少提到李愬的事蹟，僅以「西師躍入，道無留者」二句言之，李愬的部下石孝忠不平，“作力推去其碑，僅傾移者再三”，將韓愈撰寫《平淮西碑》砸毀，官兵來抓人時，石孝忠還把人打死，事情鬧到了憲宗那裡。皇帝為了息事寧人，又命翰林学士段文昌重新寫平淮西戰爭的經歷。李愬也因功被封涼國公。
後來，李愬又被命為鳳翔節度使，代其兄李率領武寧兵平叛臣李師道。可惜於长庆元年（821年）十月因患重病死於洛邑，享年四十九歲。贈太尉，諡曰武。

## 家庭

### 妻
- 韦氏，唐安公主女，贞元十四年（798年）春夏之际成婚，约長慶元年（821年）封魏国夫人

### 子孙
- 李玭，凤翔节度使，检校尚书左仆射，死于855年-864年间，赠太保
  - 李纮（828年-864年），长女，陇西县君，嫁慈州太守谢观

李愬有一子于元和十二年（817年）十一月诏授五品正员，未知是否李玭。